# Arica og Parinacota (region)
18°28′30″S 70°18′52″V / 18.47500°S 70.31444°V
Arica og Parinacota er en af Chiles femten regioner  og har nummer XV på den officielle liste. Regionen er den nyeste, idet den blev etableret ved lov med ikrafttrædelse 8. oktober 2007. Den grænser mod nord op til Peru, mod syd til Tarapacá, mod øst til Bolivia og mod vest til Stillehavet. Den regionale hovedstad er Arica.

## Historie
Som det nordligste område af Chile har Arica og Parinacota-regionen været centrum i en langvarig strid mellem Chile og naboen mod nord, Peru. Oprindeligt var området sammen med Tarapacá-regionen en region i Peru, mens Antofagasta hørte til Bolivia. Under Salpeterkrigen (1879-83) erobrede Chile disse to områder, og med Ancóntraktaten, som blev indgået mellem Peru og Chile i 1883 blev det formelt afgjort, at Tarapacá-regionen hørte til Chile. Desuden forblev Tacna og Arica besat af Chile i en tiårig periode, hvorefter en folkeafstemning skulle afgøre de to områders tilhørsforhold.
Der kom dog til at gå adskillige årtier, før grænsedragningen blev endelig afgjort. Først med USA som mægler blev det i 1929 afgjort, at Tacna skulle høre til Peru og Arica til Chile. 
Da grundlaget for den nuværende regionopdeling blev lagt i 1974, blev dette område en del af Tarapacá-regionen. Ved en mindre revision i 2006 blev der etableret to nye regioner, hvoraf Arica og Parinacota var den ene. Den består af de to nordligste provinser af Tarapacá-regionen fra 1974.
Efter vedtagelsen af den nye region protesterede Peru over loven, idet landets regering mente, at den nye region også omfattede et stykke af Tacna, som jo er peruviansk. Chiles højesteret underkendte derpå loven, der blev ændret på en måde, så en egentlig grænsestrid blev undgået. Det blev blandt andet understreget, at loven ikke ændrede på grænsen mellem de to lande, heller ikke i havet ud for kysten. Skønt loven efterfølgende blev accepteret af det internationale samfund i almindelighed, var Peru ikke tilfreds og indbragte striden om grænsedragningen for den internationale domstol i Haag, hvor den endnu ikke er endelig afgjort pr. juni 2011.

## Geografi
Regionen har stor variation i sin geografi med såvel ørken, grønne dalområder og den stejle og vulkanrige Andes-bjergkæde samt Altiplano-højsletten længst mod øst. En smal stribe lavland ved kysten er ikke mere end et par kilometer bredt og adskiller Stillehavet fra Andesbjergene. Regionens højeste punkt er vulkanen Parinacota på 6.348 m; den ligger  i Lauca Nationalpark på den nordlige del af grænsen mod Sajama nationalpark i Bolivia.
De to største floder i regionen er Lauca, der har udløb i saltsøen Coipasa i Bolivia, samt Lluta, der munder ud i Stillehavet. Søen Chungará, der ligger i 4.517 m højde, er blandt de højestbeliggende søer i verden.

## Klima
Ørkenklima dominerer regionen. Nær kysten kan skyer begrænse temperaturudsvingene i løbet af døgnet, men i tørrere områder kan temperaturen variere voldsomt, som det er almindeligt i ørkenklima. 

## Demografi
Ved folketællingen i 2002 boede der 189.644 mennesker i regionen, hvilket giver en befolkningstæthed på 11,2 indbyggere pr. km².
Regionen har den største andel af oprindelige folk i Chile i form af inkaer, quechuaer, aymaraer, atacamenoer, diaguitaer, mapucher og alacalufer. En betydelig gruppe mennesker er indvandret fra nabolandene Peru og Bolivia samt Ecuador og Colombia. Der findes også en større befolkningsgruppe af asiatisk oprindelse, specielt fra Japan og Kina, men også fra Mellemøsten, bl.a. arabere fra Libanon, Palæstina og Syrien. De fleste af Chiles befolkning af afrikansk afstamning bor i Arica og Parinacota-regionen; de er efterkommere af slaver fra det 17. og 18. århundrede. Dertil kommer en gruppe romaer, der kom til landet i slutningen af det 19. århundrede. 
Langt den største del af befolkningen bor i hovedbyen Arica, der har 175.441 indbyggere. 

## Administrativ opdeling
Arica og Parinacota-regionen er opdelt i to provinser: Arica og Parinacota, der igen er opdelt i to kommuner hver. 